# Mastos-Maler

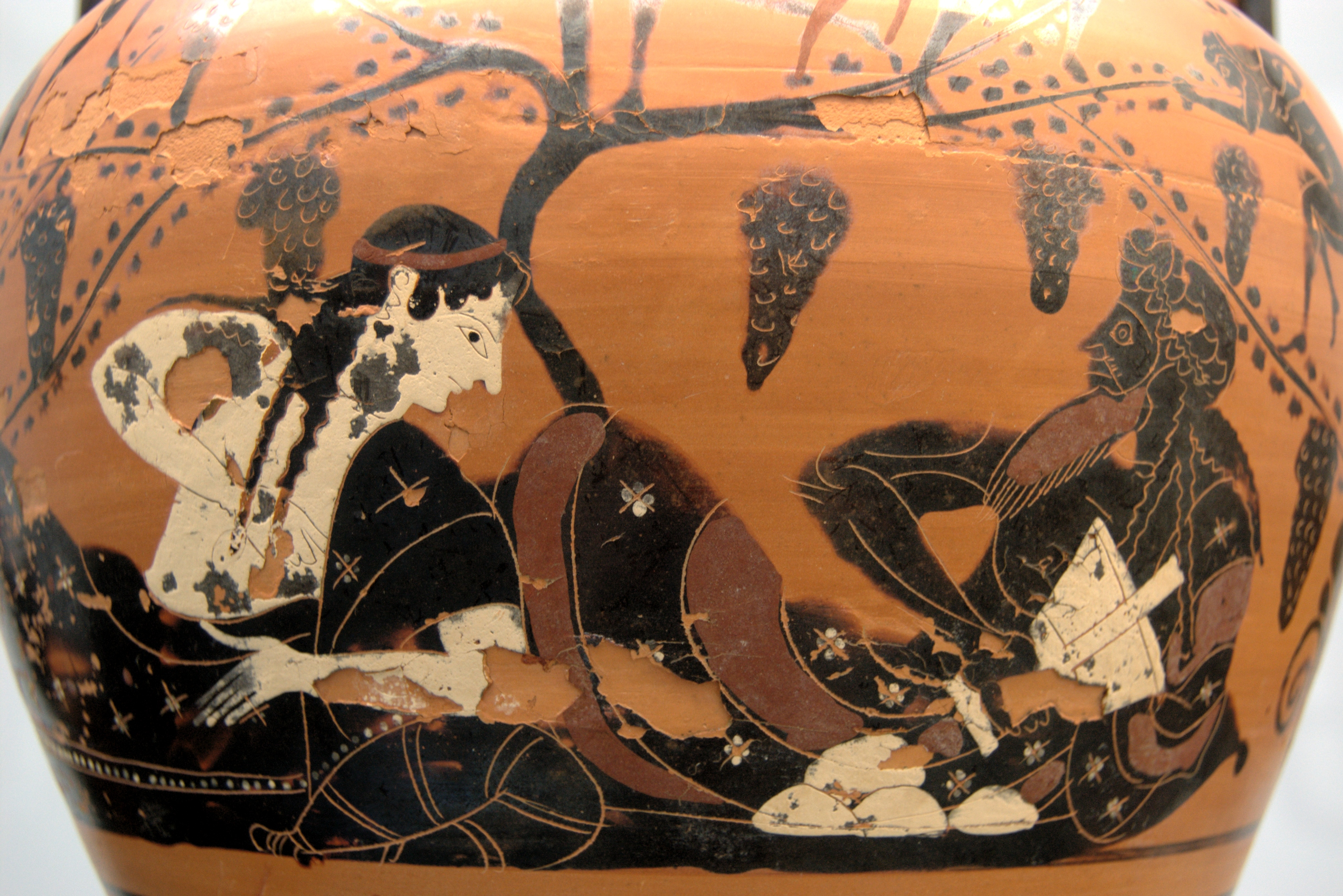
Möglicherweise Darstellung von Dionysos und Ariadne, um 520 v. Chr., in der Art des Mastos-Malers

Der Mastos-Maler war ein mit einem Notnamen bezeichneter attischer Vasenmaler des schwarzfigurigen Stils gegen Ende des 6. Jahrhunderts v. Chr.
Der Mastos-Maler wurde nach einem von ihm bemalten Mastos (Mastos, griechisch für Brust, da das schalenförmige Gefäß die Form einer weiblichen Brust hat) aus der Antikensammlung des Martin von Wagner Museums in Würzburg benannt. Der Mastos-Maler gehört zu einer Gruppe später schwarzfiguriger Vasenmaler, die vor allem Halsamphoren, Bauchamphoren eines neueren Typs (Typ A), Hydrien sowie Augenschalen verzierten und deren bekanntester Vertreter der Andokides-Maler war.